# Canton de Saint-Pé-de-Bigorre
Le canton de Saint-Pé-de-Bigorre est un ancien canton français situé dans le département des Hautes-Pyrénées.

## Composition
Le canton de Saint-Pé-de-Bigorre comprenait quatre communes et comptait 2 215 habitants (population municipale) au 1er janvier 2010.
| Nom                 | Code Insee | Intercommunalité           | Superficie (km2) | Population (dernière pop. légale) | Densité (hab./km2) |
| ------------------- | ---------- | -------------------------- | ---------------- | --------------------------------- | ------------------ |
| Barlest             | 65065      | CA Tarbes-Lourdes-Pyrénées | 4,02             | 298 (2014)                        | 74                 |
| Loubajac            | 65280      | CA Tarbes-Lourdes-Pyrénées | 6,55             | 400 (2014)                        | 61                 |
| Peyrouse            | 65360      | CA Tarbes-Lourdes-Pyrénées | 4,80             | 281 (2014)                        | 59                 |
| Saint-Pé-de-Bigorre | 65395      | CA Tarbes-Lourdes-Pyrénées | 43,44            | 1 187 (2014)                      | 27                 |

## Représentation

### Conseillers généraux de 1833 à 2015
| Période       | Période      | Identité                           | Étiquette                     | Qualité |
| ------------- | ------------ | ---------------------------------- | ----------------------------- | --- |
| 1833          | 1846         | Antoine Nicolau Papet              | Conservateur                  | Artisan fabricant de peignes Maire de Saint-Pé-de-Bigorre (1813-1817, 1840-1848) |
| 1846          | 1870         | Eugène Nicolau (fils du précédent) | Monarchiste puis Bonapartiste | Avocat à Lourdes Magistrat à Bayonne |
| 1871          | 1880         | Michel Pomès                       | Républicain                   | Médecin, conseiller municipal de Saint-Pé-de-Bigorre |
| 1880          | 1890 (décès) | Adrien Pomès (fils du précédent)   | Républicain                   | Médecin, conseiller municipal de Saint-Pé-de-Bigorre |
| 1890          | 1904         | Michel Alicot                      | Républicain Progressiste      | Maître des requêtes honoraire au Conseil d'Etat Député (1876-1877, 1881-1885, 1892-1902 et 1906-1910) |
| 1904          | 1940         | Georges Batbie                     | Conservateur                  | Ancien avocat, propriétaire, Président de la Chambre d'agriculture Maire de Saint-Pé-de-Bigorre (1912-1940) Président du Conseil Général (1935-1937) Nommé membre de la Commission administrative départementale en 1941 Nommé conseiller départemental en 1943 |
|               |              |                                    |                               | |
| 1945          | 1948 (décès) | Joseph Latapie                     | SE puis MRP                   | Commerçant Conseiller municipal de Saint-Pé-de-Bigorre |
| 11 avril 1948 | 1955         | Edmond Ross                        | DVD                           | Directeur des grottes de Bétharram |
| 1955          | 1992 (décès) | Jean Bellocq-Latapie               | UNR puis CDP puis UDF         | Chef d'entreprise Maire de Saint-Pé-de-Bigorre (1965-1992) |
| 1992          | 2011         | Bruno Lepore                       | app. RPR puis DVD             | Ingénieur Maire de Saint-Pé-de-Bigorre jusqu'en 2008 |
| 2011          | 2015         | Jean-Claude Beaucoueste            | PRG                           | Administrateur de société Maire de Saint-Pé-de-Bigorre depuis 2008 |

sources : Les conseillers généraux des Hautes-Pyrénées 1800-2007, dictionnaire biographique, Archives départementales de Tarbes

### Conseillers d'arrondissement (de 1833 à 1940)
| Période                                  | Période      | Identité                          | Étiquette          | Qualité |
| ---------------------------------------- | ------------ | --------------------------------- | ------------------ | --- |
| 1833                                     | 1836         | Joseph Antoine Barbe (1788-1864)  |                    | Ancien officier, ancien aide de camp du Maréchal Soult, propriétaire, ancien maire de Saint-Pé-de-Bigorre   |
| 1836                                     | 1848         | Jean Baptiste Carrère (1803-1859) |                    | Propriétaire, maire de Loubajac                                                                             |
|                                          |              |                                   |                    | |
|                                          | 1884 (décès) | M. Thuron                         |                    | |
| 1884                                     |              | Joseph-Jean Burg                  |                    | Médecin à Saint-Pé-de-Bigorre, suppléant du juge de paix                                                    |
|                                          |              |                                   |                    | |
| 1895                                     |              | Pierre Lacrouts                   |                    | Boulanger, maire de Saint-Pé-de-Bigorre                                                                     |
|                                          |              |                                   |                    | |
| 1925                                     | 1940         | Joseph-Benoit Pouchan             | Républicain modéré | Adjoint faisant fonction de maire de Saint-Pé-de-Bigorre, Président du Conseil d'arrondissement             |
| 1940                                     |              |                                   |                    | Les conseils d'arrondissement ont été suspendus par la loi du 12 octobre 1940 et n'ont jamais été réactivés |
| Les données manquantes sont à compléter. |              |                                   |                    | |

## Démographie
| 1962 | 1968  | 1975  | 1982  | 1990  | 1999  | 2006  | 2010  | - |
| ---- | ----- | ----- | ----- | ----- | ----- | ----- | ----- | - |
| -    | 2 202 | 2 238 | 2 199 | 2 144 | 2 092 | 2 143 | 2 215 | - |